# 富士吉田テレビ中継局
富士吉田テレビ中継局（ふじよしだテレビちゅうけいきょく）は、山梨県南都留郡鳴沢村にあるテレビ中継局である。

## 概要
- 富士山周辺の富士五湖地方に電波を発射しているデジタルテレビジョン放送の基幹中継局である。
- FMラジオ放送の中継局については三ツ峠中継局を、AMラジオ放送の中継局については富士吉田ラジオ中継局をそれぞれ参照の事。

## 送信施設

### デジタルテレビジョン放送
| リモコンキーID | 放送局名      | チャンネル | 空中線電力 | ERP  | 放送対象地域 | 放送区域内世帯数 | 開局年月日   |
| -------------- | ------------- | ---------- | ---------- | ---- | ------------ | ---------------- | ------------ |
| 1              | NHK総合・甲府 | 21         | 50W        | 280W | 山梨県       | 約2万6500世帯    | 2006年7月1日 |
| 2              | NHKEテレ甲府  | 23         | 50W        | 280W | 全国         | 約2万6500世帯    | 2006年7月1日 |
| 4              | YBS山梨放送   | 25         | 50W        | 260W | 山梨県       | 約2万6500世帯    | 2006年7月1日 |
| 6              | UTYテレビ山梨 | 27         | 50W        | 270W | 山梨県       | 約2万6500世帯    | 2006年7月1日 |

デジタルテレビの出力については、通常アナログUHF放送の10%となるが、当デジタル中継局の出力はアナログ中継局の1/6（約16.7%）となる為、実質増力となる。
放送エリア
- 富士吉田市の一部
- 南都留郡鳴沢村
- 南都留郡西桂町・忍野村・山中湖村・富士河口湖町の各一部

### 送信点
- 山梨県南都留郡鳴沢村大字富士山　富士桜高原

## 停波となった送信施設

### アナログテレビジョン放送
| 放送局名      | チャンネル | 空中線電力       | ERP                | 放送対象地域 | 放送区域内世帯数 |
| ------------- | ---------- | ---------------- | ------------------ | ------------ | ---------------- |
| NHKEテレ甲府  | 29         | 映像300W 音声75W | 映像2.3kW 音声570W | 全国         | 約-世帯          |
| NHK総合・甲府 | 31         | 映像300W 音声75W | 映像2.3kW 音声570W | 山梨県       | 約-世帯          |
| UTYテレビ山梨 | 33         | 映像300W 音声75W | 映像2.7kW 音声670W | 山梨県       | 約-世帯          |
| YBS山梨放送   | 35         | 映像300W 音声75W | 映像2.6kW 音声640W | 山梨県       | 約-世帯          |

1970 - 80年代、YBSは「富士山中継局」という名称だった時期がある。

### 送信点
- 山梨県南都留郡鳴沢村大字富士山　富士桜高原